# 페이비언 존슨
페이비언 마어코 존슨(영어: Fabian Marco Johnson, 1987년 12월 11일, 뮌헨 ~ )은 독일 태생인 미국의 축구 선수로, 포지션은 풀백이다.

## 클럽 경력
존슨은 1991년, 스포트프로인데 뮌헨에서 축구를 시작하였다. 1996년 여름, 그는 1860 뮌헨으로 둥지를 옮겼다. 존슨은 2006년 7월에 1860 뮌헨의 1군으로 승격되었다. 그는 볼프스부르크로 이적하기 전까지 90경기에 출장하여 4득점을 기록하였다. 그는 프라이부르크에서 이적 후의 첫골을 기록하였고, 팀은 2-2로 비겼다.

## 국가대표 경력
2011년 8월 25일, 존슨은 코스타리카전 (9월 2일) 과 벨기에전 (9월 6일) 을 앞두고 위르겐 클린스만에 의하여 미국 축구 국가대표팀에 차출되었다. 그러나 독일 축구 국가대표팀과 미국 축구 국가대표팀 중, 어느 국가대표로 뛸 것인지 FIFA에 서류를 제출하지 못하여 출장하지 못하였다. 존슨은 결국 미국 축구 국가대표팀으로 출전하기로 결정하였고, 그는 현재 미국 국가대표로만 국가대항전에 출전할 수 있게 되었다.

## 수상
독일 U-21 국가대표팀
- UEFA U-21 챔피언쉽: 2009